# Adenostemma brasilianum
Adenostemma brasilianum ist eine Pflanzenart aus der Gattung Adenostemma in der Familie der Korbblütler (Asteraceae). Auf Portugiesisch wird sie Cravinho-do-mato genannt.

## Beschreibung
Adenostemma brasilianum ist eine einjährige, krautige Pflanze, die Wuchshöhen von meist 50 cm erreicht, seltener nur 30 cm oder bis zu 100 cm. Die gegenständigen Laubblätter gliedern sich in den 2 bis 6 cm langen Blattstiel und die Blattspreite mit einer Länge von 11 bis 21 cm (seltener nur 7 oder bis zu 29 cm) und einer Breite von 8,5 bis 17 cm (seltener nur 4,5 oder bis zu 19 cm). Die Blattspreite ist oval bis leicht dreieckig geformt, an der Basis fast herzförmig, am vorderen Ende spitz bis lang zugespitzt. Die Blattspreite läuft ein kurzes Stück am Blattstiel herab. Der Blattrand ist unregelmäßig gezähnt oder ganzrandig. Die Blattoberseite ist spärlich behaart, die Blattunterseite ist nur auf den Blattadern behaart, sonst kahl. Auf der Blattspreite sind drei Blattadern vorhanden.
Der Gesamtblütenstand ist eine Zyme oder eine längliche Thyrse. Der Durchmesser der körbchenförmigen Blütenstände beträgt 3 bis 4 mm. Die in zwei Reihen stehenden, sich an ihrer Basis überlappenden Hüllblätter sind gezähnt mit gerundeter Spitze und sind kahl, am Rand bewimpert. Die 2,5 bis 2,7 mm langen, behaarten, weißen Kronblätter sind röhrenförmig verwachsen mit etwas erweitertem oberen Ende. Die zwei Griffeläste sind weiß und unterhalb der Gabelung behaart. Die Achänen sind bei einer Länge von 2,4 bis 2,7 verkehrt-eiförmig und außen warzig. Sie verfügen über einen Pappus mit zwei, manchmal auch drei mit einer kürzeren, keulenförmigen Auswüchsen.
Die Blütezeit und Fruktifikation dauert von November bis April. Die Bestäubung findet über den Wind (Anemophilie) statt.
Die Chromosomenzahl beträgt 2n = 20.

## Vorkommen
Adenostemma brasilianum kommt in Argentinien, im Süden Brasiliens, in Bolivien und Uruguay vor. Sie gedeiht vor allem an schattigen, feuchten Waldrändern.